# Yanic Truesdale
Yanic Truesdale (Montréal, 17 marzo 1970) è un attore canadese con cittadinanza statunitense.

## Biografia
Nato a Montréal, in Quebec, Yanic ha cominciato la sua carriera televisiva con una serie canadese. Venne in seguito nominato per i Gemini Awards per il suo ruolo nella sitcom canadese Roommates. Yanic si trasferì a New York, dove studiò al Lee Strasberg Theater Institute. Poi si trasferì a Los Angeles, California, dove vive attualmente. È conosciuto soprattutto per aver interpretato il personaggio di Michel Gerard nella serie tv Una mamma per amica.